# Eluf Dalgaard
Pour les articles homonymes, voir Dalgaard.

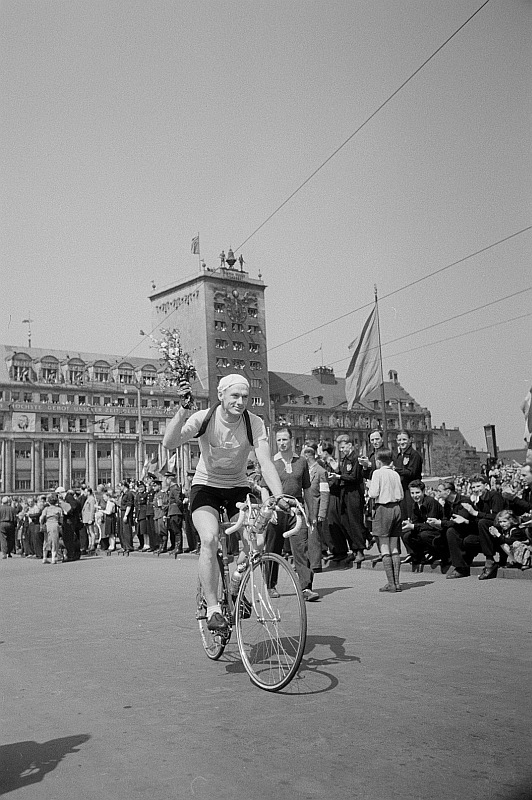
Eluf Dalgaard lors de la Course de la Paix en 1954. Photo : Renate et Roger Rössing.

Eluf Dalgaard, né le 26 mai 1929 à Vejle, où il est mort le 11 août 2004 était un coureur cycliste danois des années 1950. Un de ses succès les plus significatifs est sa victoire à la Course de la Paix en 1954. Il a aussi remporté de nombreuses courses en Scandinavie, particulièrement en Suède. Sur piste, il a été champion du Danemark en poursuite individuelle et par équipes.

## Biographie
Eluf Dalgaard débute en compétition cycliste en 1948 au "Cercle des jeunes cyclistes" du Parti démocrate-socialiste de Vejle. Il  commence à se mettre en évidence en 1951, avec plusieurs succès au Danemark et traversant la mer Baltique participe en Suède à la course la plus importante de ce pays les "6 jours de Suède". Il y remporte une étape en 1951 avant de remporter cette course en 1952. L'année suivante il termine second du championnat "nordique" sur route, qu'il remporte par équipes avec l'équipe du Danemark. Il est sélectionné dans l'équipe danoise pour les championnats du monde amateurs sur route, qu'il termine en 6e place. Avec  sa victoire obtenue dans la Course de la Paix au printemps 1954 il est au niveau le plus haut de sa carrière. Il réalise ensuite quelque performances, suffisamment pour qu'en 1958 en vue du Tour de France il soit sélectionné pour faire partie de l" 'équipe internationale". Cette expérience s'arrête rapidement sur un abandon.   

### Une bataille de titans sur la Course de la Paix 1954
Eluf Dalgaard est au départ de la Course de la Paix 1954, avec une équipe danoise qui a inscrit 3 des siens à la première place du classement général, en 4 participations. L'équipe danoise comprend d'ailleurs le vainqueur de l'année précédente, Christian Pedersen, et un coureur qui a été au départ de 3 précédentes courses, Wedell Östergaard. Classé 3e du classement général au soir de la 4e étape, à 5 min 1/2 du leader, le polonais Mieczyslaw Wilczewski, Eluf Dalgaard remporte l'étape transfrontalière suivante, disputée entre Wroclaw (Pologne) et Görlitz(RDA) et s'en rapproche à 2 min. Puis il s'empare de la première place à Leipzig, terme d'une 7e étape remportée par rien moins que l'ancien vainqueur de l'édition 1949 de la Course, Jan Veselý. Rien n'est joué cependant, et les routes de Saxe et de Bohême voient se dérouler une bataille comme il y en eut peu. Dalgaard et ses "vikings" coéquipiers doivent faire face à plusieurs abordages de coureurs et d'équipes voués à sa perte : le polonais de France Edouard Klabinski, remporte les 8e et 9e étapes, sans trop de conséquences; puis le polonais de Pologne (et futur vainqueur de la course) Stanisław Królak gagne la première étape tchèque à Pardubice emmenant dans son sillage, ou l'inverse, le gars du pays Vlasta Ruzicka, déjà 3e du classement général, qui reprend là quelque 4 minutes ! Le lendemain entre Pardubice et Brno, c'est au tour du hollandais Henk van der Broek et du français Fernand Picot de lancer les grenades et le premier cité s'empare de la tunique jaune, tandis que le second remporte la première victoire d'étape d'une équipe de France que la FFC s'est enfin décidée d'engager La 12e étape entre Brno et Tabor est l'occasion d'un nouveau chambardement dont l'auteur est belge cette fois-ci : René Van Meenen, vainqueur de l'étape fait coup double et devient à son tour le leader de la course. Dalgaard s'accroche et ne pointe à la seconde place qu'à près de 2 minutes. La 13e et dernière étape n'est pas celle de la reddition. Un nouveau retournement de la situation se produit sous les coups de boutoirs de l'équipe tchécoslovaque; Van Meenen craque et perd plus de 9 minutes en vue de Prague. Vlastimil Ruzicka gagne l'étape mais il n'a pu décramponné le danois qui remporte la course le dernier jour.".
Eluf Dalgaard remporte cette 7e Course de la Paix, et l'équipe du Danemark se hisse à la 3e place du classement des équipes, un challenge ardemment disputé. En 1957 il revenait pour une seconde participation, qui n'eut aucun éclat. Quand en 1965, le quotidien coorganisateur de la Course, Neuses Deutschland offre au champion allemand Gustav-Adolf Schur la possibilité de rédiger un petit "Dictionnaire de la Course de la Paix" , ce dernier (en 1954 l'allemand réalise sa plus mauvaise prestation sur la Course de la Paix, qu'il achevait à la 22e place, à 50 minutes du vainqueur), il écrit à propos de Dalgaard : Ce colosse était un coureur étonnant. J'ai été toujours stupéfié de le voir rester d'un calme imperturbable quand il la course devenait dure, que les coureurs s'éparpillaient et qu'il fallait appuyer ferme sur les pédales.

## Palmarès sur route

### Par année
- 1951
  - 6e étape des Sex-Dagars
- 1952
  - Sex-Dagars
- 1953
  - Champion des Pays nordiques sur route par équipes (avec Christian Pedersen, Helge Hansen et Jørgen Frank Rasmussen)
  - Solleröloppet
  - Stjerneløbet
  - 2e du championnat du Danemark sur route amateurs
  - 2e du championnat des Pays nordiques sur route
  - 6e du championnat du monde sur route amateurs
- 1954
  -  Champion du Danemark sur route amateurs
  - Solleröloppet
  - Course de la Paix :
    - Classement général
    - 5e étape

  - 2e du championnat des Pays nordiques sur route
- 1955
  - Champion des Pays nordiques sur route par équipes (avec Christian Pedersen, Jørgen Frank Rasmussen et Fritz Ravn)
  - Skandisloppet
  - 2eb étape des Sex-Dagars (contre-la-montre)
  - 2e du championnat du Danemark sur route amateurs
- 1956
  - 1re et 2e étapes des Sex-Dagars
  - Skandisloppet (avec l'équipe du Danemark)
  - 3e du championnat du Danemark sur route amateurs
  - 7e du championnat du monde sur route amateurs
- 1957
  -  Champion du Danemark sur route amateurs
  - 1re, 2e et 3e étapes des Sex-Dagars
  - 21e de la Course de la Paix

### Résultat sur le Tour de France
1 participation
- 1958 : abandon (5e étape)

## Palmarès sur piste

### Championnats du Danemark
- Champion du Danemark de poursuite amateurs : 1953 et 1957